# Свято-Феодосіївська церква (Луцьк)
Церква Святителя Феодосія — чинна церква на честь святителя Феодосія Углицького у Луцьку, на Красному. Побудована у 1895—1906 роках. Парафія належить до Волинської єпархії Православної церкви України.

## Історія
У 1895 році церква святого Феодосія була цвинтарною каплицею для відспівування померлих військовиків і проведення поминальних служб. Луцьк тоді був невеличким повітовим центром. Військовий гарнізон становив майже чверть його населення: з 13 804 мешканців майже 2500 були військовиками.  
Для такої кількості військових, а вона майже не змінювалась протягом століття, потрібні були не тільки казарми, а й лазарети і, звичайно, військовий цвинтар. Спочатку померлих солдатів ховали на Яровицькому і Гнідавському цвинтарях. А коли військові почали помирати від холери, в тому числі й солдати Московського гренадерського корпусу, що через Луцьк поспішали до Угорщини на придушення повстання, землевласник П. Гобята з Кічкарівки за 100 крб. сріблом віддав під поховання 1,5 десятини землі між нинішньою вулицею Володимирською і річкою Омелянівкою. 
У 1895 році там відкрили капличку для відспівування померлих, щоб не везти їх у церкву на теперішній вулиці Стрілецькій. З того часу й бере свій початок історія Феодосіївської церкви. 
Наприкінці століття комітет на чолі з командиром 2-ї бригади 11-ї дивізії генерал-майором О. С. Безсоновим вирішив дерев'яну капличку замінити на цегляну церкву, яку освятили 1906 року на честь святителя Феодосія, архієпископа Чернігівського (пам'ять 22 вересня і 18 лютого), десятиріччя канонізації якого (1896 р.) відзначалося того року. Можливо, також, що будівничі мали тісні зв'язки з Черніговом. 
У липні 1902 року звели цоколь. Церемонія закладання першої цеглини відбулася у неділю, 16 листопада. Урочистість розпочалась Літургією у церкві Святого Олександра Невського. Зібрався весь луцький гарнізон. Після Служби Божої духовенство вийшло з хрестом, хоругвами й образом святого Феодосія і урочистою ходою вирушило до місця майбутнього храму. На розі теперішніх вулиць Володимирської і Львівської до них приєдналися з іконами та хоругвами священики 33-го драгунського Ізюмського полку, штаб цього полку, навчальна команда, хор сурмачів. Полкове начальство разом із дамами йшло за духовенством, позаду на кілометр розтягнулось воїнство і тисячі людей. Першу цеглину поклали начальники частин гарнізону та священики трьох полків . 
Через нестачу коштів храм будувався чотири роки. Допомагали селяни із навколишніх сіл. Великий внесок у будівництво храму зробили старший полковий лікар 43-го Охотського полку Костянтин Василевський та Олександр Максимович, який також був кілька років церковним старостою. 
Освячення храму відбулось наприкінці серпня 1906 року. З благословення владики Амвросія (Гудка), єпископа Кременецького, його провів протоієрей Костянтин Максимович. Із ним співслужили священики Д. Кирилович, С. Мальчевський, М. Доброхотов, Г. Рижковський, два диякони, співав полковий хор. Після хресної ходи із антимінсом навколо храму для присутніх, особливо бідних, із навколишніх сіл було влаштовано обід у пам'ять усіх спочилих на цьому цвинтарі. Храм був приписним із територією сіл Красного й Великого Омеляника до Луцького Свято-Троїцького собору.
За свідченнями старожилів, церква перебудовувалася чи відновлювалася від пошкоджень під час окупації Луцька австрійськими військами у 1916 році під час першої світової війни, через що серед лучан розповсюджена назва «австрійська церква».
1948 році настоятелем тут служив протоієрей Гавриїл Коробчук, який під час примусового переселення українців з Холмщини прибув до Луцька. Він привіз із собою чудотворний образ Холмської Богородиці. Велика його заслуга в тому, що намагався запровадити українську мову в церкві.
Перші чотири настінні розписи у храмі з'явились у 1906 році (художник Шинкаренко). Наступні розписи виконані у 1970–1972 та 1985 роках волинською художницею Лідією Спаською (1910–2000 рр.).
Феодосіївска церква не припиняла своєї діяльності навіть у радянські часи.
З 1970 до початку 1990-х років настоятелем храму був священик Валентин Негода, котрого радянська влада характеризувала як «вихідця з націоналістично-куркульської родини», проте 1992 року він не підтримав розкол і перейшов до Покровського храму Української Православної Церкви. Близько місяця Феодосіївську церкву блокували парафіяни з настоятелем, котрого так побили, що до кінця днів він ходив згорбленим. В той час було призначено священика із розколу, проте він жодного разу там не служив. Врешті з грудня 1992 року громаду очолив протоієрей Богдан Гринів. На зборах місцевої громади, за його участю документально засвідчено бажання громади про перехід до УПЦ Київського Патріархату.
За час служіння о. Богдана проведено зовнішній ремонт храму, ризниці, замінено вхідні двері на нові із рельєфними образами Спасителя й Богородиці, споруджено пам’ятник на подвір'ї храму з нагоди 2000-річчя Різдва Христового, придбано всю нову богослужбову літературу українською мовою, євхаристійний набір, Плащаницю Божої Матері та багато іншого.
При церкві діє професійний хор під керівництвом В. С. Шолохова та дитячий хор — керівник Г. І. Костюк, а також недільна школа.
Нині парафію очолює обласний декан протоієрей Іван Семенюк.

## Святині
Святині храму – чудотворна ікона Спаса, храмовий образ святителя Феодосія Чернігівського із вмонтованою капсулою з мощами, чудотворна ікона Божої Матері «Пригорільська», копія чудотворного образа Богородиці Холмської та інші.
Відомо кілька переказів про чудотворне зцілення дітей образом Божої Матері «Пригорільська». Розповідь Анастасії Варшової:
«Ми, поляки, жили поруч з українцями. В однієї польської сім'ї дочка не ходила 3 роки. Люди радили прийти до ікони, та вони не хотіли. Одного разу, коли вони перебували в костелі, українка понесла дитину на руках до церкви. Перед чудотворною іконою був відслужений водосвятний молебень — і дитина стала на ноги.
У матері, яка перейшла на католицьку віру, донька була хвора на чорну хворобу (епілепсію). Жінці запропонували помолитися біля Пригорільської ікони, але вона відмовилась повертатись до православних. Ніхто не міг вилікувати її. Усі готувалися до смерті дівчини. Але братова завела хвору до церкви, де відслужили молебень біля Пригорільської ікони. Дівчина одужала. Коли у 1938—1939 роках поляки почали валити православні церкви, дівчина виступила на захист української церкви й ікони, кажучи: «Що ви робите? Мати Божа вилікувала мене, дала мені здоров’я! А ви церкви руйнуєте?!» Певний час ікона перебувала в Польщі, але 1979 року її повернули».